# Biển Sulu

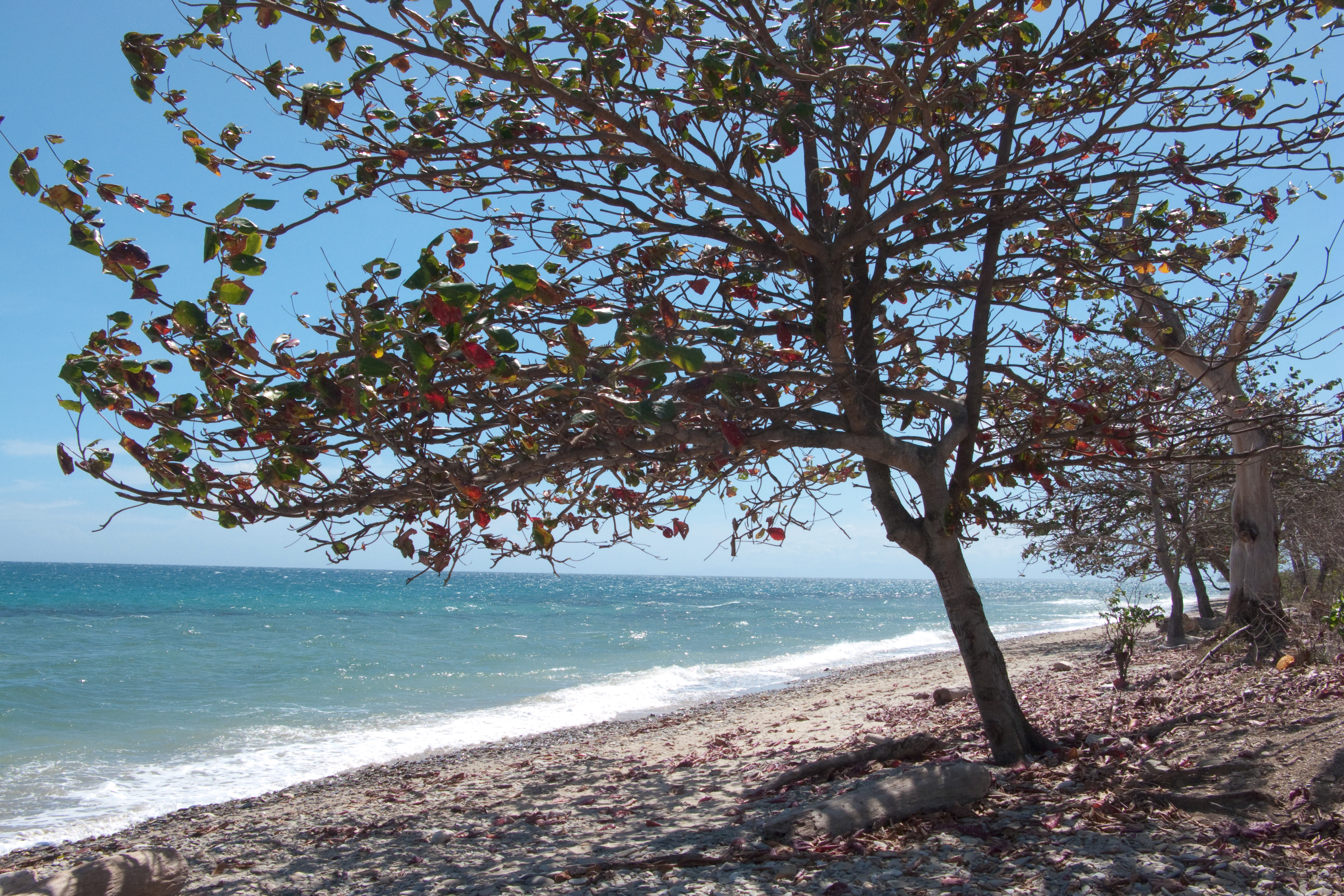
Cảnh biển nhìn từ tỉnh Palawan

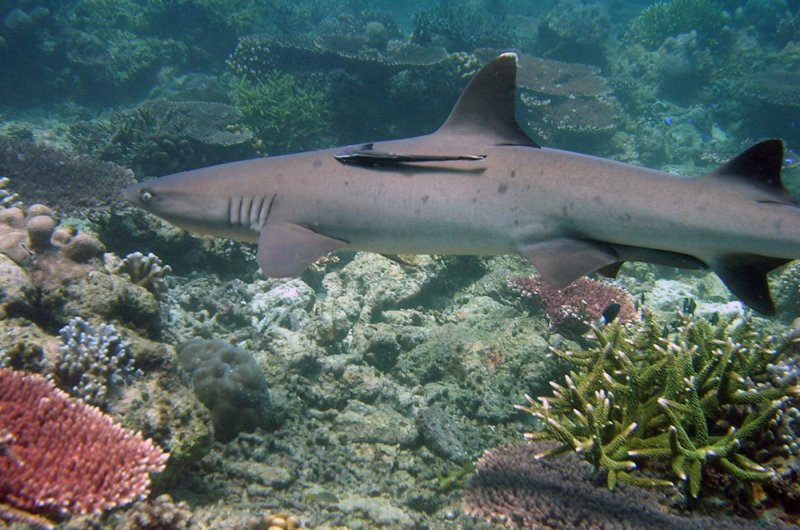
Cá mập được tìm thấy ở Công viên Hải dương Quốc gia Tubbataha, biển Sulu, Philippines

Biển Sulu là một biển lớn ở phía tây nam Philippines, được chia tách với Biển Đông ở phía tây bắc bởi đảo Palawan và các đảo nhỏ cận kề (nhóm đảo Calamian, bao gồm các đảo như đảo Busuanga, đảo Coron và đảo Culion), và với biển Celebes ở phía đông nam bằng quần đảo Sulu, bao gồm các đảo lớn như đảo Tawi-Tawi, đảo Jolo, đảo Basilan, đảo Pangutaran. Đảo Borneo nằm ở phía tây nam còn nhóm đảo Visayas ở phía đông bắc, phía đông là Mindanao.
Biển Sulu có nhiều đảo. Quần đảo Cuyo và Cagayan Sulu là thuộc tỉnh Palawan trong khi Cagayan de Tawi-Tawi và quần đảo Turtle là thuộc tỉnh Tawi-Tawi. Biển Sulu là nơi có vườn biển rạn san hô Tubbataha, một trong các di sản thế giới của Philippines.
Vịnh Panay là phần mở rộng của biển Sulu. Các eo biển nằm ngoài biển Sulu là eo biển Iloilo, eo biển Guimaras và eo biển Basilan.

## Khu vực biển
Tổ chức Thủy văn Quốc tế (IHO) định nghĩa biển Sulu là một trong những vùng nước thuộc của quần đảo Đông Ấn. IHO xác định các giới hạn của biển như sau:
Biển kéo dài 490 dặm (790 km) từ bắc đến nam và 375 dặm (604 km) từ đông sang tây. Các con sóng có thể trải dài 25 kilômét (16 mi) đến 35 kilômét (22 mi). Biển có độ sâu 4.400 mét (14.400 ft) nhưng ở đầu phía nam quần đảo Sulu đáy biển chỉ sâu 100 mét (330 ft).

## Địa lý
Diện tích mặt biển là 260,000 kilômét vuông (100,387 dặm vuông Anh). Các dòng chảy từ Thái Bình Dương đổ vào biển Sulu ở phía bắc Mindanao và giữa quần đảo Sangihe talaud, Bắc Sulawesi.

## Trong văn hóa đại chúng
Tên nhân vật Star Trek Hikaru Sulu được đặt tên theo tên biển Sulu. Theo diễn viên Sulu George Takei, tầm nhìn của "[Gene] Roddenberry đối với Sulu là đại diện cho toàn bộ châu Á, được đặt tên cho biển Sulu thay vì sử dụng một tên quốc gia nào đó cụ thể".